# Passerelle Jim-Morrison
Pour les articles homonymes, voir Mornay.
La passerelle Jim-Morrison est une passerelle piétonne qui franchit le port de l'Arsenal. Elle est située entre les 4e et 12e arrondissements de Paris, en France.

## Situation et accès

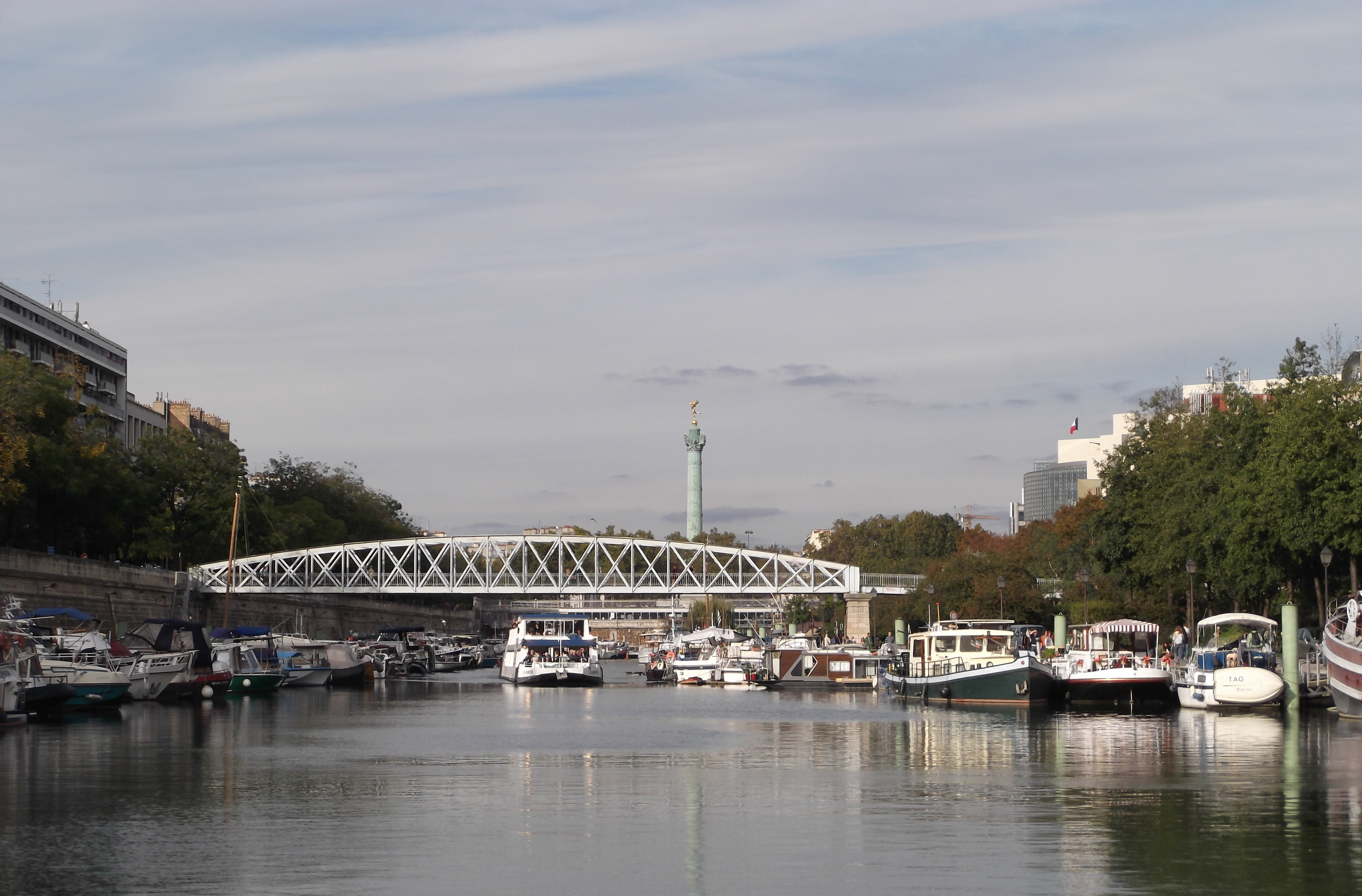
photo de la Passerelle Mornay, prise le 7 octobre 2012, à Paris.

La passerelle Jim-Morrison franchit le port de l'Arsenal dans le prolongement de la rue Mornay, entre le boulevard Bourdon dans le 4e arrondissement et le boulevard de la Bastille dans le 12e arrondissement de Paris.
À proximité de la passerelle se trouve l’entrée de la station Arsenal, station de métro aujourd’hui fermée située boulevard Bourdon (4e arrondissement de Paris).
Ce site est desservi par les stations de métro Quai de la Rapée, Bastille et Sully - Morland.

## Origine du nom
Elle rend hommage à Jim Morrison, chanteur et poète américain, cofondateur des Doors.

## Historique
Contrairement aux autres ponts et passerelles de Paris, cette passerelle, construite en 1825, ne figurait pas, jusqu'en février 2025, dans les nomenclatures officielles. Elle était appelée « passerelle de l'Arsenal » ou « passerelle Mornay » (du nom de la rue Mornay qui y conduit).
En février 2025, à la suite d'un vote du Conseil de Paris et à l'approche du 60e anniversaire de la fondation des Doors, elle prend le nom de « passerelle Jim-Morrison ».

## Culture
La passerelle est le lieu de deux scènes de la première saison de la série télévisée Lupin (2021), dont la scène finale du dernier épisode.

## Galerie de photographies

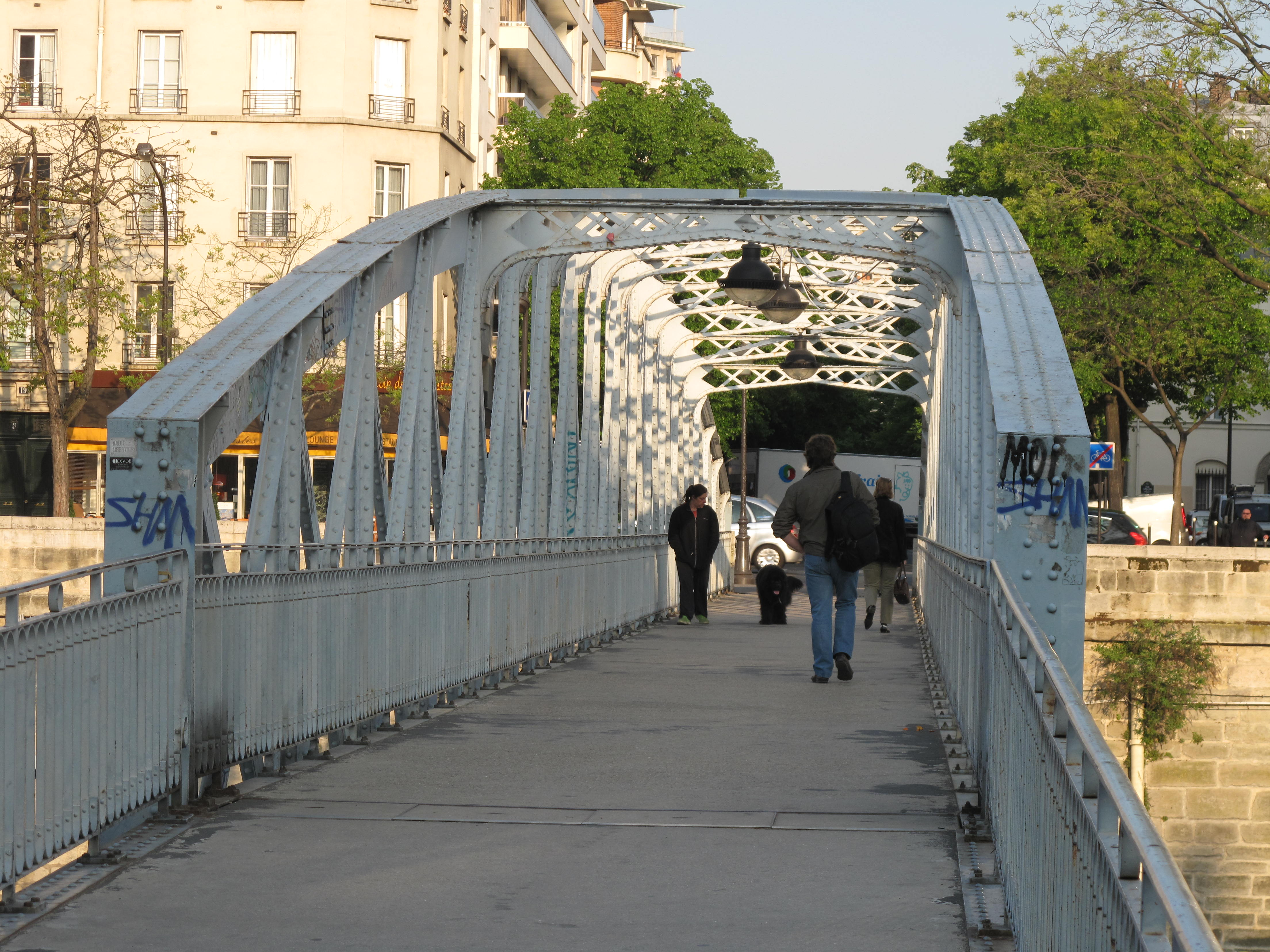
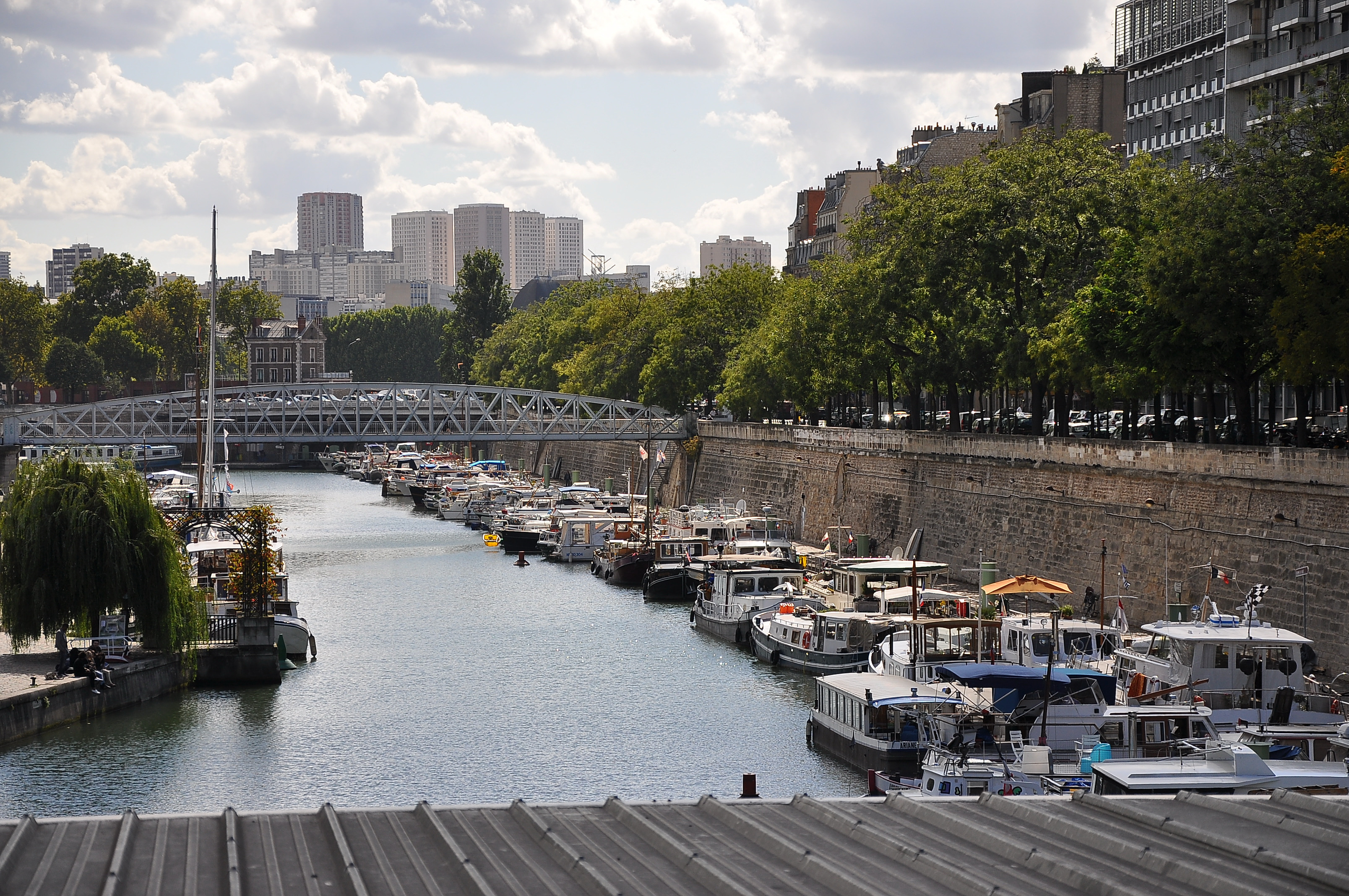
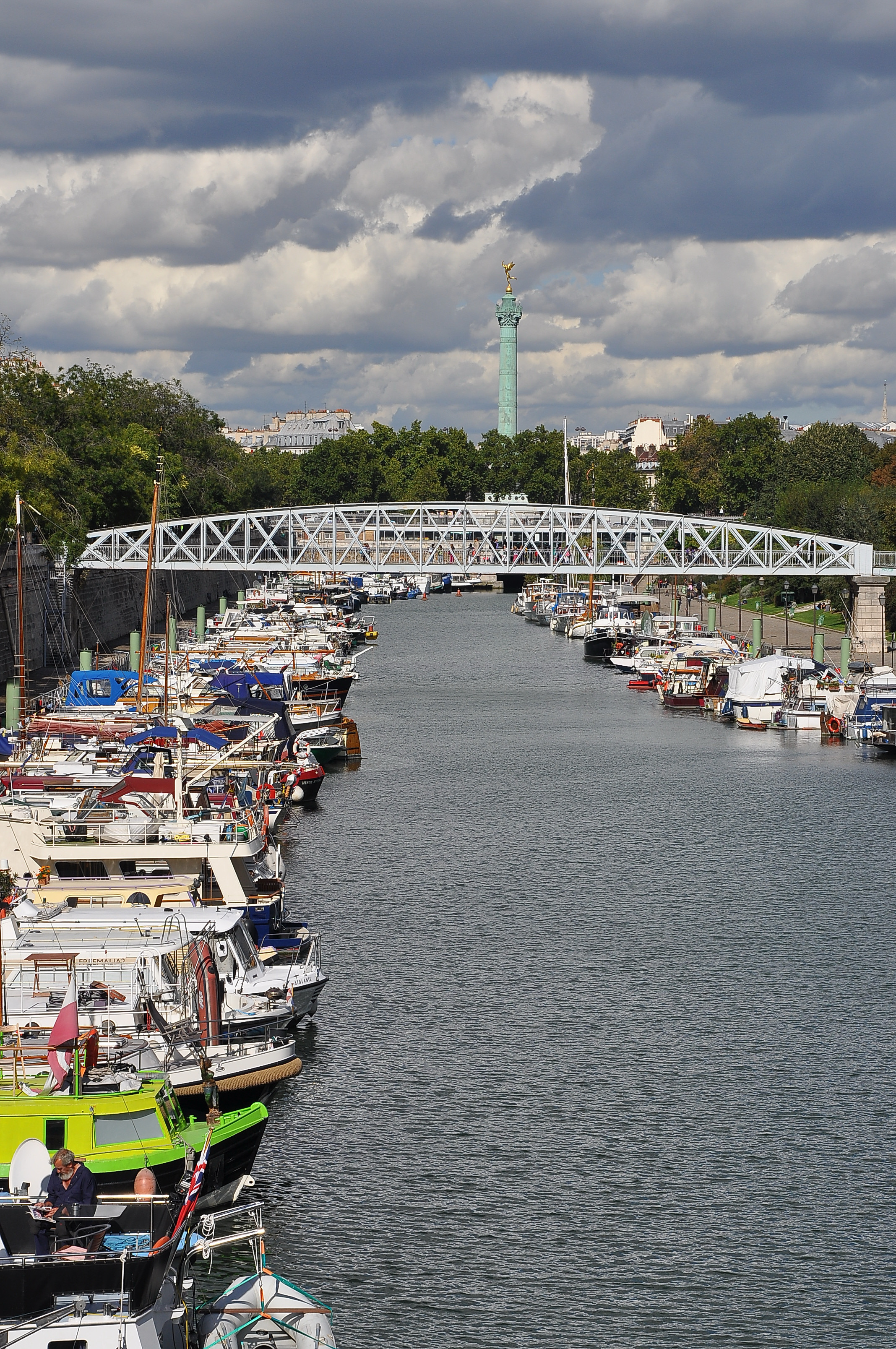

La passerelle et le port de l'Arsenal
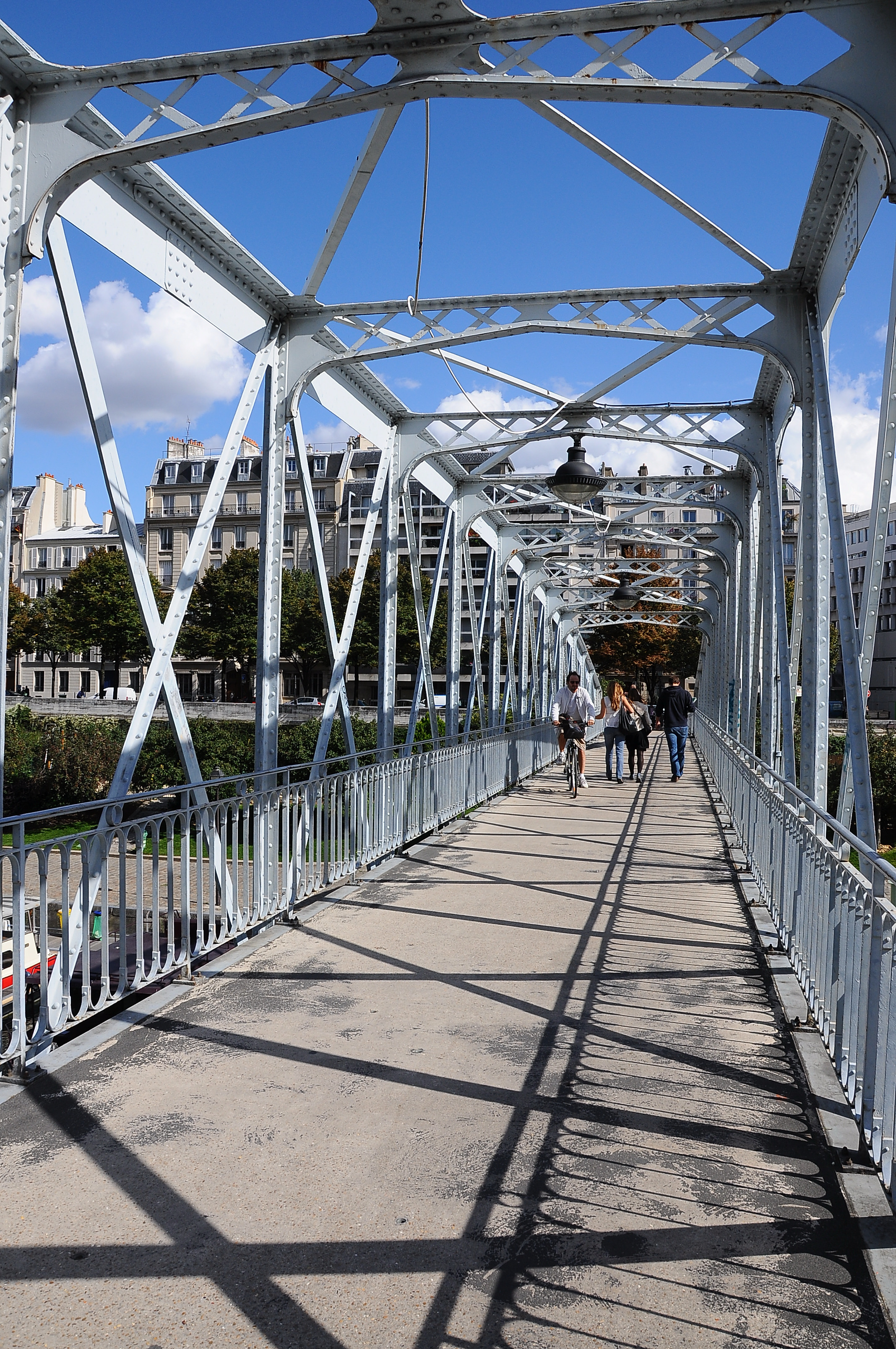
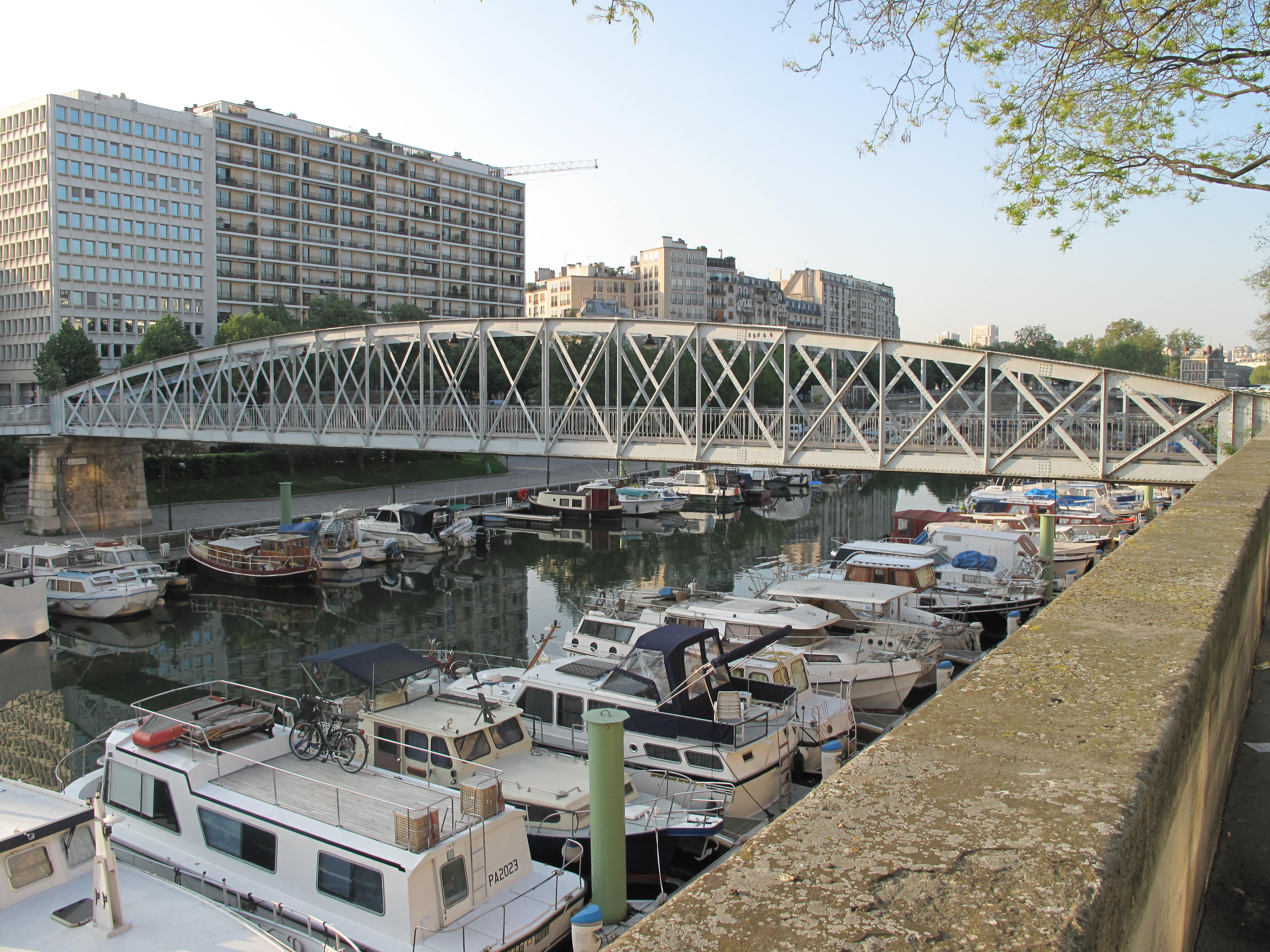
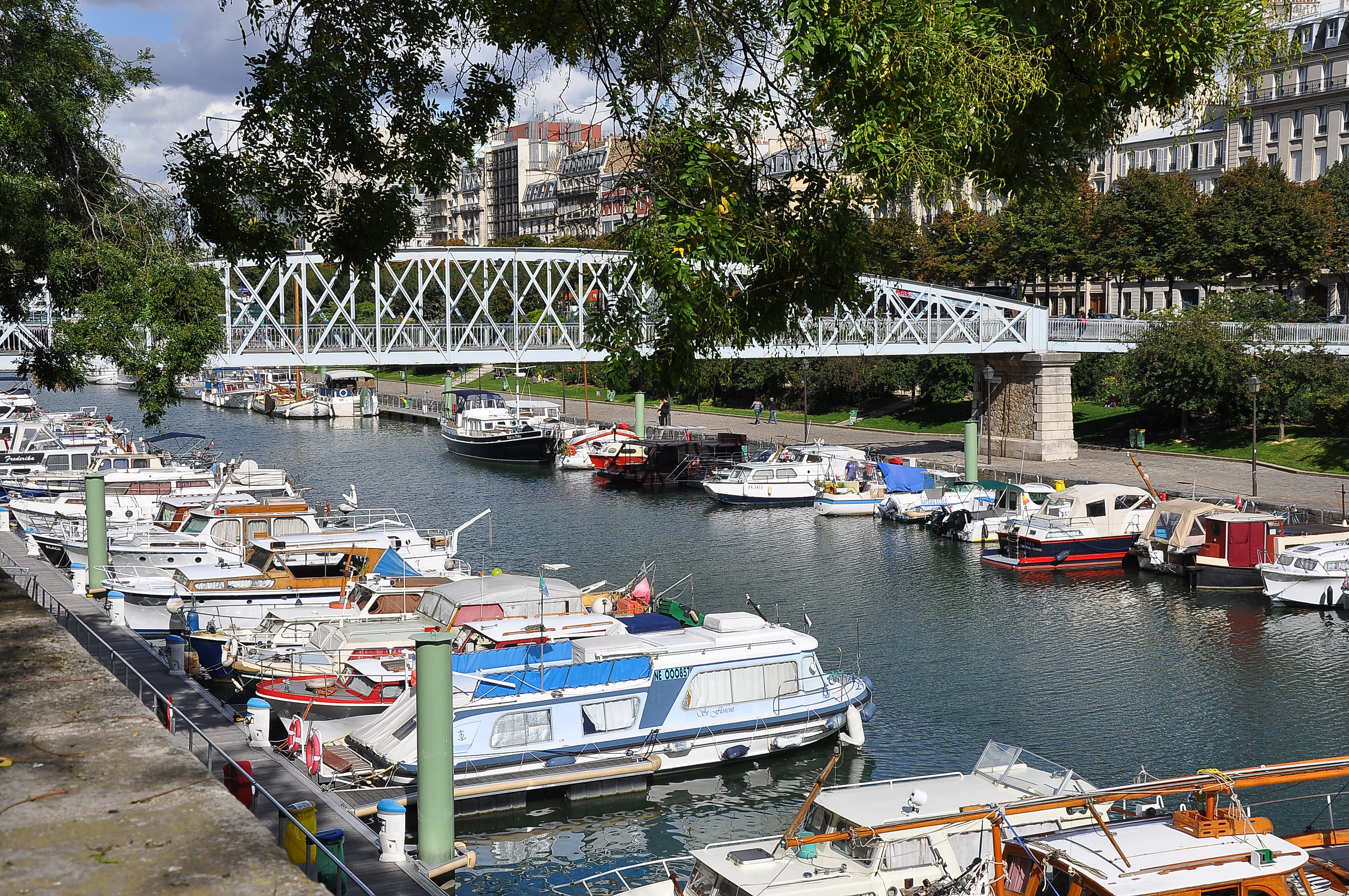